# Badminton nos Jogos da Commonwealth de 2010
O badminton nos Jogos da Commonwealth de 2010 foi realizado em Délhi, na Índia, entre 4 e 14 de outubro. Seis eventos foram disputados no Complexo Esportivo Siri Fort: simples masculino e feminino, duplas masculinas, femininas e mistas e equipes mistas.

## Medalhistas
Masculino
| Evento  | Ouro                                     | Prata                                         | Bronze                                               |
| Simples | Lee Chong Wei MAS Malásia                | Rajiv Ouseph ENG Inglaterra                   | Kashyap Parupalli IND Índia                          |
| Duplas  | Koo Kien Keat Tan Boon Heong MAS Malásia | Anthony Clark Nathan Robertson ENG Inglaterra | Hendri Kurniawan Saputra Hendra Wijaya SIN Singapura |

Feminino
| Evento  | Ouro                                              | Prata                                   | Bronze                                       |
| Simples | Saina Nehwal IND Índia                            | Wong Mew Choo MAS Malásia               | Liz Cann ENG Inglaterra                      |
| Duplas  | Jwala Gutta Ashwini Ponnappa Machimanda IND Índia | Shinta Mulia Sari Yao Lei SIN Singapura | Tang He Tian Kate Wilson-Smith AUS Austrália |

Misto
| Evento  | Ouro | Prata | Bronze |
| Duplas  | Chin Ee Hui Koo Kien Keat MAS Malásia | Nathan Robertson Jenny Wallwork ENG Inglaterra | Chayut Triyachart Yao Lei SIN Singapura |
| Equipes | Chang Peng Soon Lydia Cheah Li Ya Chin Ee Hui Goh Liu Ying Muhammad Hafiz Hashim Koo Kien Keat Lee Chong Wei Tan Boon Heong Wong Mew Choo Woon Khe Wei MAS Malásia | Sanave Arattukulam Aparna Balan Chetan Buradagunta Jwala Gutta Rupesh Kallyad Thazhatheveetil Ashwini Ponnappa Machimanda Aditi Mutatkar Saina Nehwal Kashyap Parupalli Diju Valiya Veetil IND Índia | Chris Adcock Mariana Agathangelou Carl Baxter Liz Cann Anthony Clark Heather Olver Rajiv Ouseph Nathan Robertson Jenny Wallwork Gabby White ENG Inglaterra |

## Quadro de medalhas
| Ordem | País       | Medalha de ouro | Medalha de prata | Medalha de bronze | Total |
| ----- | ---------- | --------------- | ---------------- | ----------------- | ----- |
| 1     | Malásia    | 4               | 1                |                   | 5     |
| 2     | Índia      | 2               | 1                | 1                 | 4     |
| 3     | Inglaterra |                 | 3                | 2                 | 5     |
| 4     | Singapura  |                 | 1                | 2                 | 3     |
| 5     | Austrália  |                 |                  | 1                 | 1     |
| TOTAL | TOTAL      | 6               | 6                | 6                 | 18    |